# Kniphofia angustifolia
Kniphofia angustifolia là một loài thực vật có hoa trong họ Thích diệp thụ. Loài này được (Baker) Codd miêu tả khoa học đầu tiên năm 1986.